# أفالون (ميزوري)
أفالون (بالإنجليزية: Avalon)‏ هي إحدى المجتمعات الفردية (غير مصنفة) في ولاية ميزوري في الولايات المتحدة الأمريكية.

## أعلام
- بول كاربنتر ستاندلي